# Filip Bergevi
Filip Bergevi (* 20. April 1994 in Kristianstad) ist ein schwedischer Tennisspieler.

## Karriere
Bergevi, der mit sechs Jahren Tennis zu spielen begann, erzielte bereits auf der ITF Junior Tour vielversprechende Ergebnisse. 2012 spielte er dort bei drei von vier der Grand-Slam-Turniere der Junioren und erreichte im Doppel in Wimbledon mit dem Dänen Mikael Torpegaard das Viertelfinale. Der 34. Rang war sein bester Rang in der Junioren-Rangliste.
2012 spielte der Schwede auch erstmals Profiturniere und konnte dort im Doppel seinen ersten Titel auf der drittklassigen ITF Future Tour gewinnen. Bei ATP-World-Tour-Event in Båstad bekam er im Doppel eine Wildcard und kam so zu seinem Debüt auf der höchsten Turnierebene. Mit Fred Simonsson kam er jedoch nur zu drei Spielgewinnen bei seinem Auftaktmatch. Wenige Monate später, erneut auf heimischem Boden, wurde ihm mit selbigem Partner erneut eine Wildcard in Stockholm zugesprochen. Auch hier konnten sie keinen Satz gewinnen. Das Jahr schloss er jeweils im Einzel und Doppel mit einer Notierung in der Weltrangliste ab. Während der Zeit von 2013 bis 2017 spielte Bergevi nur selten regelmäßig Turniere – hauptsächlich Futureturnieren und vereinzelt, meist durch Wildcards, Turniere der ATP Challenger Tour – da er an der University of California in Berkeley ein Studium der Soziologie begann. Während des Studiums spielte er auch College Tennis.
Sein erfolgreichstes Jahr ist 2018, als er häufiger Turnieren spielen konnte. Er erreichte im Einzel sein erstes Finale bei Futures und konnte sein Einzel-Challenger-Debüt feiern. Im Doppel gewann er in diesem Jahr sein zweites Future. Seine beste Platzierung ist der 813. Rang von Oktober 2018 im Einzel und der 730. Rang von August 2013 im Doppel.

## Erfolge
| Legende (Anzahl der Siege) |
| Grand Slam                 |
| ATP Finals                 |
| ATP Tour Masters 1000      |
| ATP Tour 500               |
| ATP Tour 250               |
| ATP Challenger Tour (4)    |

### Doppel

#### Turniersiege
| Nr. | Datum             | Turnier  | Belag         | Partner          | Finalgegner                           | Ergebnis          |
| --- | ----------------- | -------- | ------------- | ---------------- | ------------------------------------- | ----------------- |
| 1.  | 11. März 2023     | Antalya  | Sand          | Petros Tsitsipas | Sarp Ağabigün Ergi Kırkın             | 6:2, 6:4          |
| 2.  | 25. November 2023 | Yokohama | Hartplatz     | Mick Veldheer    | Ray Ho Calum Puttergill               | 2:6, 7:5, [11:9]  |
| 3.  | 20. April 2024    | Oeiras   | Sand          | Mick Veldheer    | Sergio Martos Gornés Petros Tsitsipas | 6:1, 6:4          |
| 4.  | 9. November 2024  | Helsinki | Hartplatz (i) | Mick Veldheer    | Romain Arneodo Théo Arribagé          | 3:6, 7:65, [10:5] |